# Missile S2
Pour les articles homonymes, voir S2.
Le S2 est le premier missile balistique français à être développé avec un premier vol d'essai le 21 décembre 1968. 
Il s'agit d'un missile balistique à portée intermédiaire (en anglais IRBM : Intermediate Range Ballistic Missile, en français SSBS : Sol-Sol Balistique Stratégique) basé à terre et il est doté d'une seule tête nucléaire.

## Développement
Pour un article plus général, voir Histoire du missile balistique.

### Le programme des Pierres précieuses (1961-1965)
Pour un article plus général, voir Programme d’Études Balistiques de base.

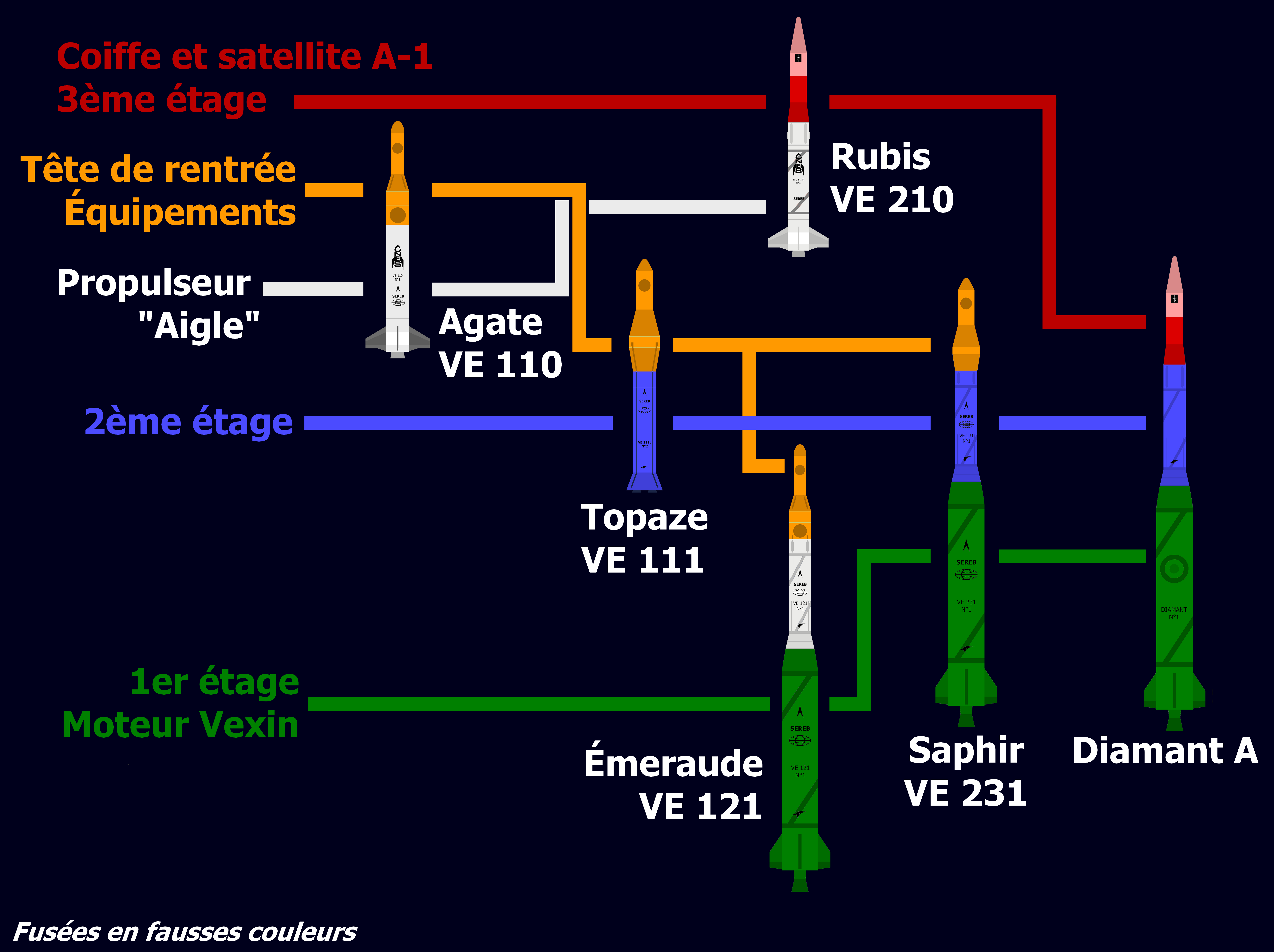
Les fusées du programme des Pierres Précieuses

Pour permettre la mise au point d'un missile à charge nucléaire et du lanceur Diamant, la SEREB, lance en 1961 le programme des « Études balistiques de base » (EBB), dits des « Pierres précieuses ». Le missile balistique sol-sol S2 doit pouvoir emmener une tête dotée d'une charge nucléaire d'une puissance de 1,5 mégatonne à 3 500 km. Le développement industriel est confié principalement aux sociétés Nord-Aviation et Sud-Aviation.
Entre 1961 et 1965, toutes les connaissances nécessaires pour la réalisation d'un missile à longue portée ainsi que d'un lanceur de satellite sont méthodiquement acquises. Plusieurs fusées sont conçues chacune étant chargée de mettre au point séparément un ou plusieurs équipements  :
- Les fusées Aigle et Agate (8 tirs tous réussis) permettent de mettre au point les systèmes de télémesure et les installations au sol (1961 à 1963).
- Les fusées Topaze (14 tirs dont 1 échec) qualifient le deuxième étage, les systèmes de guidage et de pilotage ainsi que le profil de la tête de rentrée du missile (1962 à 1965).
- Les fusées Émeraude (5 tirs dont 3 échecs) valident le fonctionnement du 1er étage en particulier la tuyère orientable et des dispositifs de guidage (1964 à 1965).
- Les fusées Saphir (3 tirs dont 1/2 échec + 6 tirs dédiés au missile) permettent de tester l'intégration 1er et 2e étage, et le guidage du missile pour les premiers étages (1965 à 1967).
- Les fusées Rubis (6 tirs de qualification dont 2 échecs) qualifient le 3e étage de la fusée Diamant, la séparation de la coiffe et du 3e étage ainsi que le système de stabilisation et les procédures de suivi de satellisation (1964 à 1967).

## Missiles d'essais
Les essais de qualification en vol sont progressifs : tirs en surface puis en silos, mono-étages simplement pilotés, puis bi-étages, essais de la version S112 avec un étage de 10 tonnes (4 tirs en 1966-67 dont le premier lancé qui le 15 février 1966, est un échec, la tuyère est perdue en vol), S01 équipé de deux étages de 10 tonnes (8 tirs en 1967-68) et S02, le prototype du S2 (7 tirs en 1968-71), qualification en vol du vecteur, puis des équipements de la charge (hors matériaux nucléaires). Le taux d’échec en vol est élevé à cause de la propulsion principalement. Sur un total de 27 tirs de développement dont 8 du S2, il y a 14 succès et 13 échecs. 
Dans le cadre des programmes Diamant et S2, les principaux acteurs industriels français de l'aéronautique acquièrent la connaissance qui leur permettra de faire jeu égal avec les Américains dans le domaine des missiles stratégiques et des lanceurs classiques dans le cadre du programme Ariane : les établissements de la future Aérospatiale pour le corps des fusées, Snecma pour la propulsion, Matra pour la case à équipements, SFENA et SAGEM pour la centrale à inertie. Des organismes de recherche comme l'ONERA (aérodynamique, propulsion), le CNET et le CNRS participent en amont aux études de conception des lanceurs et des satellites.

### Les armes nucléaires
L'arme utilisé pour le missile S2 est un engin à fission au plutonium d’une puissance de 130 kt, le MR 31. Le premier essai a lieu sous ballon au-dessus de l’atoll de Moruroa, le 11 septembre 1966. Dix-huit charges sont fabriquées pour un nombre identique de missiles.

## Service

### Déploiement
La première unité opérationnelle avec neuf missiles S2 fut mise en service dans le 1er Groupement de missiles stratégiques, installé sur la base aérienne 200 du plateau d'Albion, le 2 août 1971, la seconde le 23 avril 1972. Il y eut sept tirs d'évaluation opérationnelle de ce missile entre décembre 1971 et mars 1977 depuis le centre d'essais des Landes dont deux furent des échecs.
Le système de guidage inertiel des missiles S2 ne pouvait pas être aligné au-delà de +/- 60° de la cible première. En d’autres termes, seuls le Bloc de l'Est et l’Union soviétique pouvaient être la cible.

### Retrait du service
Ces engins seront remplacés par les missiles S3 au début des années 1980. La première unité opérationnelle SSBS-S3 a été mise en service le 1er juin 1980, la seconde le 31 décembre 1982.